# KSLV-S
KSLV-S(한국형 소형 발사체)는 한국이 개발중인 소형발사체이다. 2021년 10월 누리호 발사성공이후 현재 소형 리프트 발사체(Small-lift Launch Vehicle) 기술 보유국이다.

## 역사
2018년, 한국항공우주연구원(약칭:항우연)은 누리호 시험발사체를 변형해 500 kg 이하 소형위성을 쏠 수 있는 저비용 발사체를 2025년부터 2030년까지 개발할 계획이다. 현재 관련 밑그림은 항우연 차원에서 선행연구 형태로 그리고 있다.
2020년 4월 6일, 한국항공우주연구원(원장 임철호)은 올해 출범한 원장 직속 '미래발사체연구단'을 통해 소형발사체 선행기술 개발을 시작했다고 밝혔다.
소형발사체는 1단 75톤급 엔진 1기, 2단은 3톤급 엔진 1기로 구성하는 방안을 준비 중이다. 2단에 사용하는 엔진은 소형위성 발사에 맞게 3톤급 메탄 엔진을 고려하고 있다. 즉, 누리호 시험발사체에 추력 3톤급 메탄 엔진을 2단으로 사용한다는 것이다.
500 kg 인공위성을 지구 저궤도에 발사한다. 항우연이 공개한 모형도에는 KSLV-S라고 로켓에 이름이 새겨져 있다.
예전에는 1톤이나 되던 지구관측위성이, 요즘은 기술이 발달해 이미 100 kg 이하 작은 위성은 고해상도 지상 관측이 가능할 정도로 고도화됐다. 이런 기술 추세가 소형위성에 특화된 소형발사체에 관심을 갖게 된 첫 번째 이유다.
2020년 현재 세계에서 운용 중인 위성은 2062개로, 이 가운데 500 kg 이하 소형위성이 930기다. 2019년 발사된 위성을 기준으로 하면 500개 가운데 389개가 소형위성이었다.

## SICBM
MGM-134 미지트맨이라는 SICBM(Small ICBM)은 미국이 개발하다가 냉전이 종료되면서 개발이 취소되었다. 고체연료 3단으로, 500 kg 핵탄두, 사거리 11,000 km이다. 한국이 개발중인 KSLV-S는 인공위성 500 kg 발사체로, ICBM으로 전용하면 500 kg 핵탄두를 탑재한 SICBM으로 사용할 수 있다.
액체산소 로켓은 소련에서 SS-8 ICBM으로 13년 동안 실전배치한 적이 있는데, 지하 사일로에서 핫 런치로 발사하며, 미사일은 최대 1년간 발사대기상태를 유지할 수 있으며, 연료가 주입되면 최대 24시간 발사준비를 모두 마친 상태로 유지할 수 있다. 대통령이 핵버튼을 누르면 10분만에 연료를 주입하고 발사할 수 있다.
현재, 상업용 지구관측위성, 군사용 정찰위성이 과거 1톤 위성에서나 가능했던 고해상도 촬영을 100 kg 인공위성에서 할 수 있다. 핵무기도 발전해서, 과거에는 매우 무거웠던 수소폭탄이, 현재는 매우 가벼워졌다.

## 대포동 2호
북한이 여러번 발사한 대포동 2호는 500 kg 인공위성을 발사할 수 있다고 알려져 있다. 북한은 2012년 12월 장거리 로켓 발사 당시 100 kg의 물체를 로켓에 탑재했지만 2016년에는 최대 500 kg의 물체까지 실을 수 있을 것으로 전망하는 전문가들이 많다. 대포동 2호를 수입한 이란은 750 kg 인공위성 발사가 가능하다고 말하고 있다.

## 개발 성공
2018년 발사한 누리호 시험발사체 위에 추력 3톤급 2단 로켓을 장착한다는 것인데, 2029년 최초 시험발사가 계획되어 있다. 추력 3톤급 2단 액체로켓은 얼마든지 수입할 수 있다. 그러면, 1단이 이미 완성되어 있고, 발사대도 나로호 발사대를 사용하면 되므로, 당장 시험발사가 가능하다. 그런데, 개발기간이 10년이나 걸린다는 것은, 이해하기 힘들 정도로 느린 개발속도로 보여질수있다. 일본도 미국 로켓 수입해서 발사하기 시작했고, 우리도 나로호처럼 러시아 로켓 수입해서 만들어 발사에 성공한바있다. 우리가 나로호 1단을 독자개발하겠다고 하자, 러시아에서는 그러면 10여년 정도 우주개발 일정을 앞당기는 것이 지연될수있다는 점을 필역한바있다. 기술과 경험을 장기간 축적한 외국 로켓의 수입은 발사체 기술개발에 있어서 부끄러운 일이 아니며, 대부분의 아직도 외국 기술 의존가 높은 기술과 부품들을 모두 빠른시일내에 국산화하는데는 한계가 있다. 로켓수입 과정에서 개발기간을 10년 앞당길 수 있고, 계획적이고 단계적으로 국산화의  기술개발에 박차를 가해나가면서 해외의존도를 낮추는 방안도 신중히 고려할 일로 다루어질수있다. 한편 항공우주연구원(KARI)은 2021년10월21일 누리호 발사체 발사에 성공함으로써 예상보다 빠른시일내에 세계9번째로 독자적인 우주항공이 가능한 나라로 인정받는데 한걸음 다가섰다.

## 우주항공기술
| 연도                | 위성체 또는 발사체 | 우주항공 기술(기술지원)                |
| 1992                | 인공위성           | 우리별1호(영국)                        |
| 1999                | 인공위성           | 아리랑1호(미국)                        |
| 2013                | 발사체 및 위성체   | 나로호(러시아), 나로과학위성(STSAT-2C) |
| 2021년10월21일      | 발사체             | 누리호(독자기술)                       |
| 2022년5월19일(예정) | 발사체 및 위성체   | (가칭:누리호II)                        |

## 오작동 원인 분석능력
많은 과학자들은 누리호와 관제센터간의 데이터 원격송수신장치인 텔레메트리(telemetry)를 통한 안정된 데이타 수집능력과 이러한 수집된 데이터베이스를 재조합하여 오작동에대한 원인을 분석하는 능력의 확보에서 3단 엔진 연소 시험과 단 분리 인증 시험의 시퀸스 시스템의 설계변경능력 또는 재결정력을 확보할 것으로 내다봤다. 이러한 시험 비행을 포함하는 여러 번의 우주발사체의 비행을 통해 기술적 보완을 거친 수정된 데이터베이스(DB)의 축적과 이러한 맥락(context)에서 신뢰성이 확보된 안정화된 시스템들은 검증된 자체기술력을 높이는 과정에서 필수적이다.
한편 과학기술정보통신부와 한국항공우주연구원은 이후 3단엔진 연소 조기종료로 인한 위성모사체 궤도진입 실패의 이상현상에대한 조사(investigations)에서 헬륨탱크 고정장치 설계시 비행중 부력증가율을 계산하는 프로그램을 보다 정밀하게 수행하지 못한 것으로 원인을 밝혔다고 2021년12월29일 누리호 발사조사위원회가 이를 공개했다. 이로써 한국항공우주연구원은 1차 위성발사체의 실패원인을 독자적으로 조사하고 개선하는 프로세스에서 고도의 기술적 수준에 도달했음을 보여주고있다.

## 같이 보기
- 이소연